# Magnus Wahlbom
Carl Magnus Wahlbom, född 15 maj 1945, är en svensk schackspelare som 1974 blev svensk mästare i schack.
Wahlbom är aktiv i Rödeby schackklubb som håller till i gamla kommunhuset vid torget i Rödeby.  2016 vann han Växjöspelen. Han tog hem veteran-SM i snabbschack 65+ 2018. Han kom femma på veteran-VM (öppen klass 65+) i Bled 2018.  I senior-VM 2019 vann han blixtturneringen för 65-klassen.